# 足羽川桜並木
足羽川桜並木（あすわがわさくらなみき）とは、

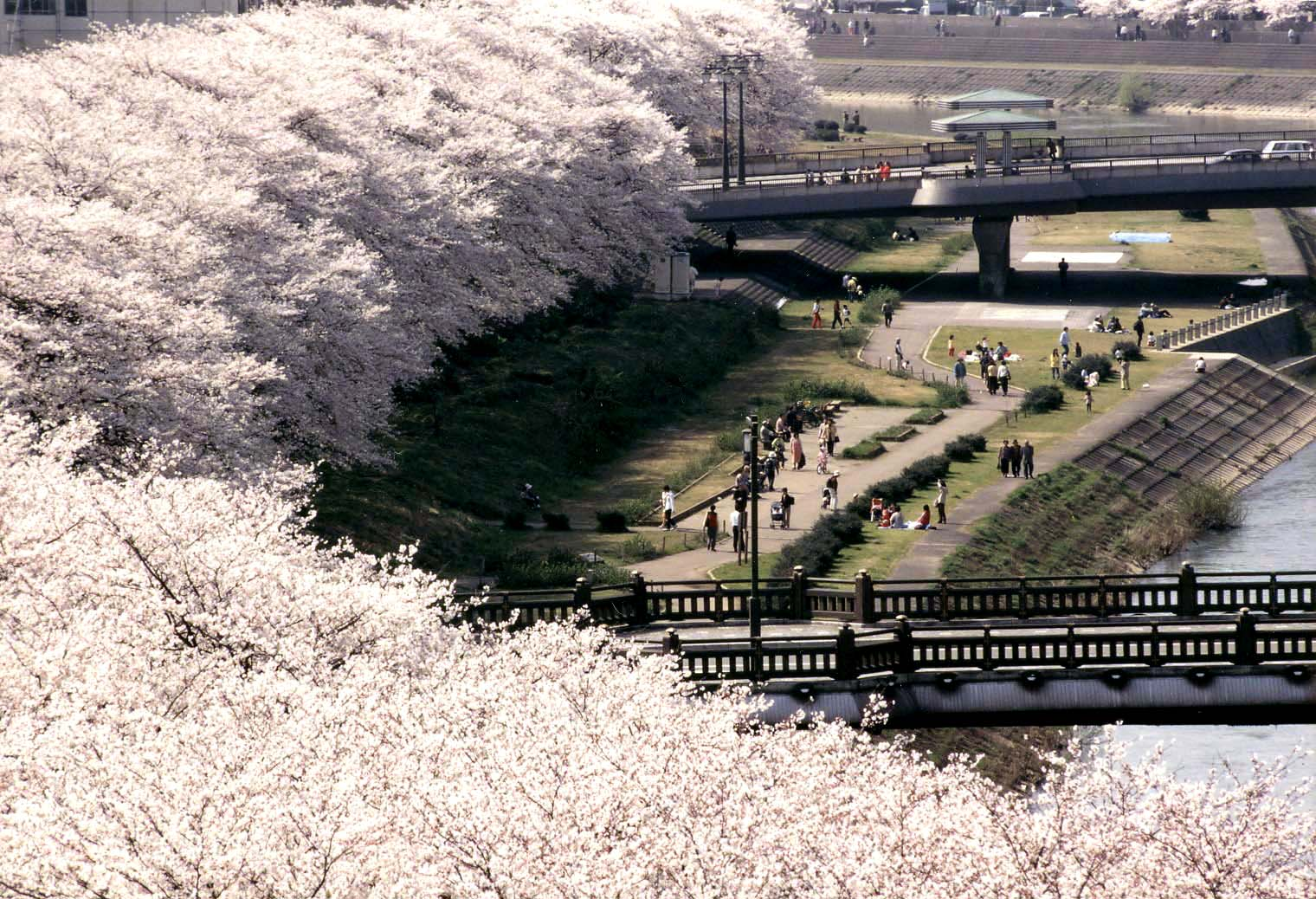
足羽川桜並木（桜橋～九十九橋付近）

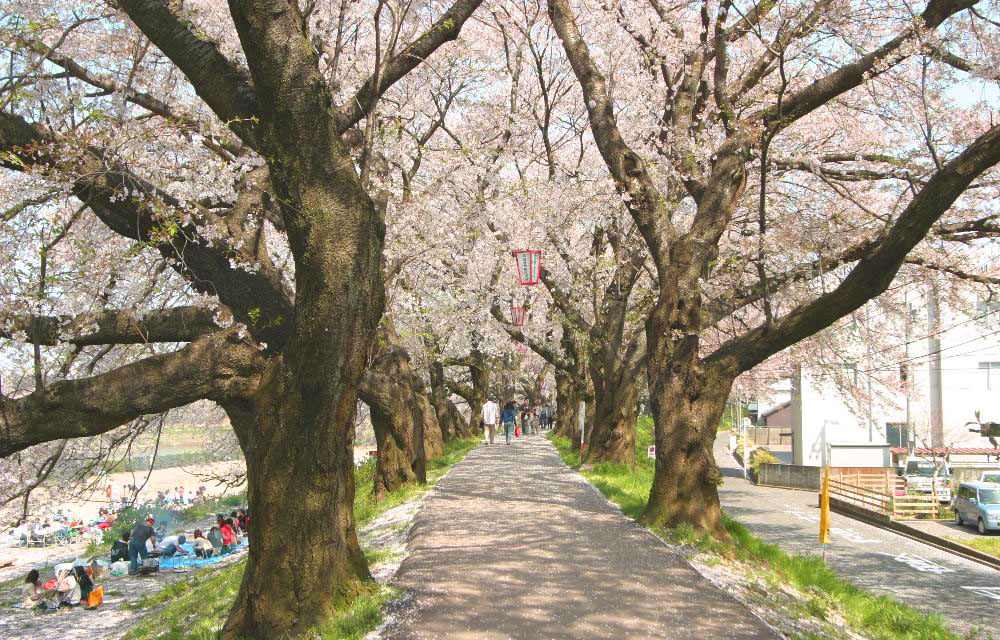
左岸(南岸)・足羽川遊歩道

福井県福井市中心部を流れる足羽川両岸の桜並木である。福井市が発行するパンフレットや多くの観光ガイドで「日本一の桜並木」と紹介されているが、約600本、全長約2.2kmともに日本一ではない。一つ一つの桜が大木であり、日本一のスケールという意味である。

## 歴史
- 1906年（明治39年）: 市民の寄付により南岸に700本、北岸に200本弱の桜が堤防上に植えられた。
- 1952年（昭和27年）: 福井復興博覧会を機に植樹美化運動が起こり、翌1953年3月頃から数千本の桜の苗が福井商工会議所や福井市観光協会により植樹された。
- 1964年（昭和39年）：新河川法施行。以後堤防の河川側への植樹が原則禁止され、既に人工的に植わっている同様の樹木も既存不適格工作物に分類される。
- 1990年（平成3年）: 足羽山公園と共に『日本さくら名所100選』に選定される。
- 1998年（平成10年）：建設省河川局治水課長通達として、「河川区域内における樹木の伐採・植樹基準」制定。
- 2004年（平成16年）7月18日: 福井豪雨が発生し、福井市春日1丁目の木田橋上流の堤防が決壊し、甚大な被害が出る。これを機に足羽川堤防を強化する必要性や桜並木の今後の在り方の議論が起こる。